# Dimitar Taschew
Dimitar Taschew (bulgarisch Димитър Ташев, englisch Dimitar Tashev; * 8. September 2002) ist ein bulgarischer Leichtathlet, der sich auf den Dreisprung spezialisiert hat.

## Sportliche Laufbahn
Erste internationale Erfahrungen sammelte Dimitar Taschew im Jahr 2020, als er bei den U20-Balkan-Meisterschaften in Istanbul mit 7,16 m den sechsten Platz im Weitsprung belegte und mit 14,27 m auf Rang zehn im Dreisprung gelangte. Im Jahr darauf gewann er bei den U20-Balkan-Hallenmeisterschaften in Sofia mit 15,20 m die Bronzemedaille im Dreisprung und im Juni sicherte er sich bei den Freiluft U20-Balkan-Meisterschaften in Istanbul mit 15,11 m die Silbermedaille. Anschließend wurde er bei den Balkan-Meisterschaften in Smederevo mit 15,78 m Vierter und gewann dann bei den U20-Europameisterschaften in Tallinn mit 16,18 m die Silbermedaille. 2022 gelangte er bei den Balkan-Hallenmeisterschaften in Istanbul mit 15,22 m auf Rang sechs und im Jahr darauf belegte er bei den U23-Europameisterschaften in Espoo mit 15,73 m den achten Platz. 2024 gelangte er bei den Balkan-Hallenmeisterschaften in Istanbul mit 15,57 m den neunten Platz. Im Juni brachte er bei den Europameisterschaften in Rom in der Vorrunde keinen gültigen Versuch zustande. Im Jahr darauf wurde er bei den Balkan-Hallenmeisterschaften in Belgrad mit 15,03 m Elfter.
2022 wurde Taschew bulgarischer Meister im Dreisprung im Freien sowie 2022 und 2023 auch in der Halle.